# Castell de Brunyola
El castell termenat de Brunyola és una obra del municipi de Brunyola i Sant Martí Sapresa (Selva) declarada bé cultural d'interès nacional. Fou construït al cim del turó on ara hi ha el poble, el qual s'edificà al voltant de la fortificació. Allò que resta del castell de l'alta edat mitjana és inclòs en les restes del castell dels darrers segles medievals.

## Història

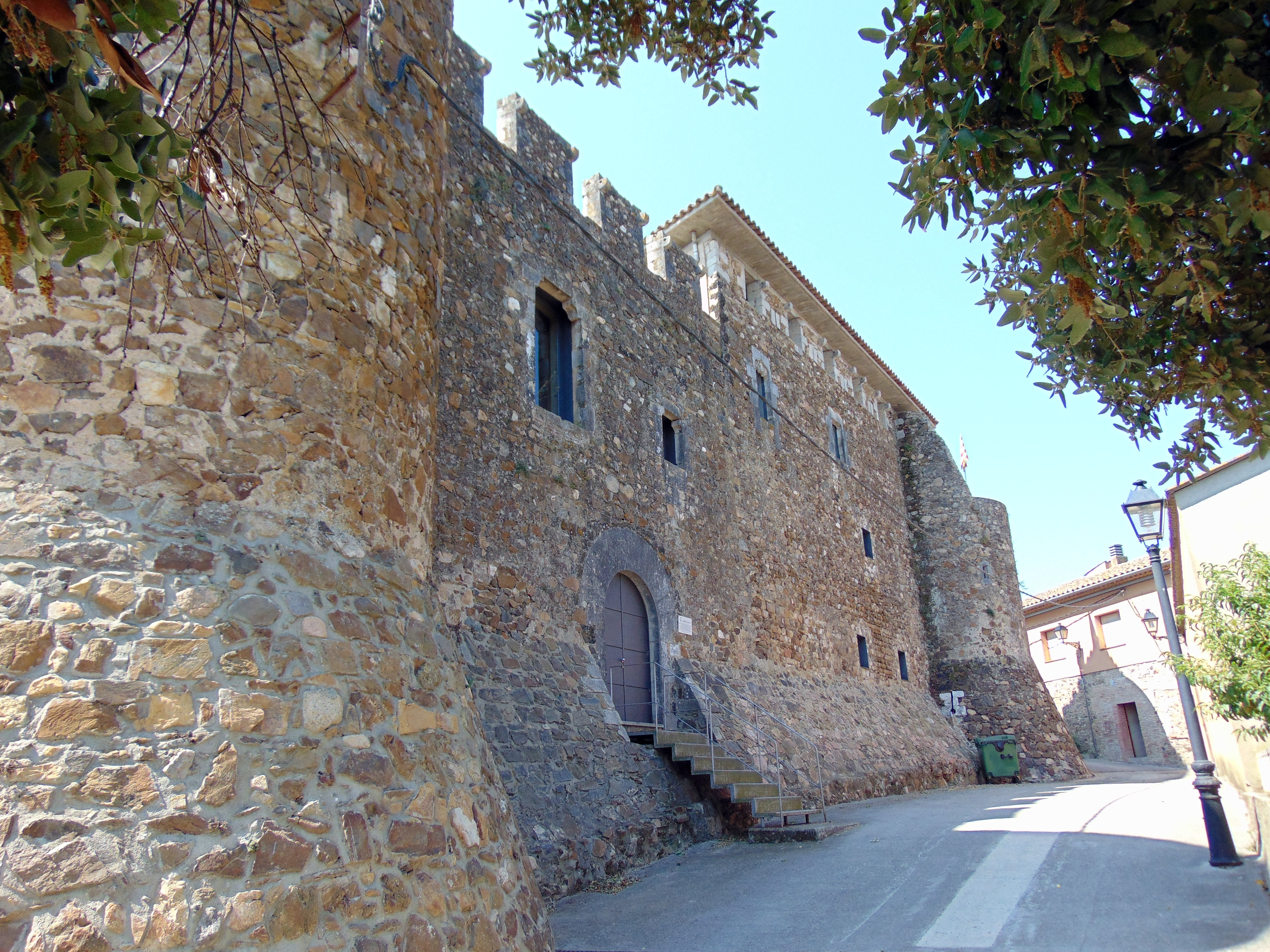

La primera notícia documental del castell data del 1106 en que el comte Ramon Berenguer III de Barcelona donà al vescomte Guerau Ponç de Cabrera en alou el «castrum quod dicitur Bruniola». En el «Liber feudorum maior» el nom del castell es transcriu malament, s'hi anota «Brivola» però en altres documents apareix «Bruiola». El donant afirma que el castell li pertanyia per herència paterna així que ja existia, com a mínim, en temps de Ramon Berenguer II, mort el 1082. El 1116, Guerau Ponç empenyora el castell, amb tots els honors i possessions però conservant la propietat, a Pere Ramon de Vilademany per 400 morabatins. En el document signat s'hi assenyala que Vilademany havia de concedir la potestat per aquest castell i el comte així li ho demanava. A partir d'aquest moment, el vescomte de Cabrera era el senyor eminent del castell i el senyor de Vilademany el tenia en feu i el tingué subinfeudat als Balenyà fins al 1242.
El 1179 el castell és novament subinfeudat o empenyorat. El 16 d'abril s'escriptura un acte de concòrdia entre els germans Guillem, Pere i Arnau de Balanyà en el qual el primer fa donació als segons del castell de Brunyola, entre altres possessions. El subfeude en mans dels Balanyà dura fins al 1242, quan Bernat de Balanyà, net del primer dels tres germans citats, el cedeix per testament a Pere de Viladegans.
Malgrat tot, els Cabrera continuen sent els propietaris fins que el 3 d'agost del 1282 el venen al clergue Guillem de Gaufredi. Aquest cop la venda és ferma i s'hi fa constar. Aquest deixa en testament la propietat a la Pia Almoina de Girona que en serà propietària 488 anys fins que el 1776 la institució s'incorpora a l'hospici i amb ella totes les seves propietats.
L'any 1282, els Cabrera el venen al clergue Guillem Gaufred, tresorer del capítol de la Seu de Girona. La castlania restà en mans dels Vilademany. Guillem Gaufred, l'any 1292, deixa en testament la propietat a la Pia Almoina de Girona que en serà propietària 488 anys.
La forma del castell, planta quadrada amb quatre torres és típica de la Baixa Edat Mitjana, moment en què s'endegaren unes obres de gran envergadura com indica el manual d'entrades i sortides entre el 1399 i el 1401. L'Almoina també gastà una gran quantitat de diners en comprar armament. Amb tot el castell perd el seu interès militar a mitjan segle xv.
Dos segles més tard s'enderroquen dos trams de muralla i una torre. Mentre que una altra esdevé campanar de la parròquia.
El terratrèmol de 1427 el va afectar greument i es va haver de refer. El castell perd el seu interès militar a mitjan segle xv. Dos segles més tard s'enderroquen dos trams de muralla i una torre mentre que una altra esdevé campanar de la parròquia. Durant la guerra del francès fou una altra vegada escenari de lluites. Pres per les tropes franceses, quan Joaquín Blake volgué introduir a Girona, assetjada pels francesos, un carregament de subsistències, O'Donnell atacà les forces franceses del sector, que s'hagueren de refugiar a Brunyola, i l'operació destinada a socórrer Girona es pogué dur a terme, durant aquests fets el conjunt és usat com a cavallerissa cosa que causà la pèrdua dels elements interiors de mobiliari així com l'arxiu, que es cremà. L'any 1834 compra el castell Il·luminat Font, qui en modificà molt l'aspecte. El 1922, els veïns sufraguen la compra del castell per tal que es destini a acollir l'Ajuntament i l'escola. El 1985 es van iniciar obres de restauració, descobrint els paraments, voltes i forjats de la planta soterrada i restaurant la sala gòtica del primer pis que es destinà a Sala de plens de l'Ajuntament. En la segona fase es renovaren, principalment, les cobertes del castell. La tercera fase es dedicà a l'ala nord-est. Es partí de la idea de recuperar les parts de la muralla original i la torre conservada.
La torre d'aquest castell va fer, a mitjans del Segle XIX, les funcions de torre de telègraf òptic, corresponent a la línia civil de telegrafia òptica Barcelona-Girona. Les visuals directes són la torre del telègraf del Puig de Can Cendra, a Estanyol (Bescanó), i les torres de Puigsardina, a Riudarenes.

## Arquitectura
El Castell de Brunyola es tracta d'una gran construcció de planta quadrangular.
Tota la muralla s'assenta sobre una base atalussada, conservada en la seva major part. El cementiri adossat al sector de la muralla orientat a ponent tapa totalment la base, però cal pensar que també està, o havia estat, atalussada. Si considerem, a més, que havia existit una quarta torre, es pot estimar que el perímetre exterior de la fortalesa havia estat d'uns 168 metres.
De les quatre torres cantoneres, rodones i atalussades, construïdes en origen, la que està orientada a sud-est ha desaparegut. En resten dues al castell - la que està orientada a nord-est és utilitzada com a mirador i la que està orientada a nord-oest es troba immersa en plenes obres de restauració-. La quarta, orientada a sud-oest, és emprada com a campanar de l'església parroquial de Sant Fruitós (Vegeu fitxa de l'església de Sant Fruitós).
L'accés a l'interior del gran casal es practica mitjançant un portal d'arc de mig punt, el qual no se situa en el centre sinó més a prop de la torre de l'angle nord-est, el qual està equipat amb unes robustes i poderoses dovelles, de pedra monolítica o pedra calcària de Girona, molt ben escairades i treballades. Al costat d'aquest portal trobem una cartel·la metàl·lica en la qual es pot llegir el següent:
"A J U N T A M E N T D E B R U N Y O L A
Sigui notificat a tots els homes futurs i presents que
Jo, Ramon Berenguer, comte de Barcelona
per la gràcia de Déu, per propi desig i de bon grat
segrego i dono a tu, Guerau Ponç, vescomte,
per a propi alou teu, etc. El castell anomenat Brunyola, etc.
17 de febrer de 1106 - 22 de gener de 2006"
Sobre el portal trobem tres finestres rectangulars amb llinda monolítica i muntants laterals de pedra. La més grossa es tracta d'una finestra d'arc depressiu convex, mentre que les altres dues, de mida més respectable, presenten les impostes retallades en forma de quart de cercle.
En el pis superior trobem dues obertures, a destacar especialment la finestra gòtica d'arc conopial amb arquets trevolats.
Tanca la façana en la part superior uns sòlids i robustos merlets.
La torreta orientada a nord-oest es troba bastant malmesa, ja que ha perdut el terç superior del coronament. Actualment es troba immersa en plenes obres de restauració. Conserva dues espitlleres per a armes de foc a la part atalussada i s'hi pot accedir des de l'interior del casal a través d'una obertura situada arran del sól.
La torreta orientada a nord-est es troba en bon estat de conservació i és emprada com a magnífic mirador, tot i no estar dotada amb els típics i característics merlets. El seu perímetre exterior, a la part superior, és d'uns 20 metres. Gràcies a la restauració, practicada a finals del segle passat, la torre va recuperar el seu aspecte original, ja que es va retirar un afegit de maons, així com altres elements.
La façana est ha resultat sensiblement modificada i alterada, com així ho demostra el mur perimetral el qual ha desaparegut quasi en la seva totalitat en aquesta zona. Per no desaprofitar la zona, l'espai físic del que havia set l'antiga façana ha set reciclat i se l'hi ha donat una nova funcionalitat, com és el d'accés posterior al castell el qual desemboca a l'antic pati d'armes del castell. Tanmateix a la part que serveix de façana del casal s'hi han recuperat tres merlets i la resta va ser rebaixada en una data indeterminada, fins a gairebé tocar el talús, i també va ser enderrocat un tram de l'església per construir-hi una rampa per tal d'accedir directament a la plataforma del recinte.
La façana sud és on millor s'observa l'empremta de les restauracions. Antigament era el portal a través del qual hom podia accedir a l'interior del recinte murat, i a l'església, sense necessitat d'entrar al casal. En aquesta façana sud s'experimenta l'aflorament de fins a 7 contraforts, els quals tenen com a missió apuntalar i reforçar l'estructura. És en aquesta ala on trobem inscrit el cementiri de petites dimensions el qual sembla estar ubicat sobre una plataforma aterressada. Al cementiri s'hi accedeix per mitjà d'un portal d'arc de mig punt ubicat al costat de l'església. Es tracta això si d'un petit cementiri que acull les despulles, dipositades en nínxols, d'algunes dels veïns de la parròquia.
La torre orientada a sud-est és la que ha desaparegut. Mentre que la que està orientada a sud-oest ha estat reciclada com a torre-campanar per a l'església parroquial de Sant Fruitós. Es tracta d'una gran torre vertical d'una alçada aproximada d'uns 25 metres. La planta d'aquesta torre és rodona, excepte el coronament el qual es transforma en un octògon complementat amb la disposició de quatre estretes obertures d'arc de mig punt. Remata la torre-campanar una teulada piramidal. Una torre-campanar, assentada sobre un robusta estructura atalussada, que té com a matèria primera les pedres fragmentades i els còdols irregulars, lligats amb morter de calç i tot arrebossat. L'erosió, motivada pel pas inexorable del temps, ha provocat el despreniment de part de l'arrebossat en zones puntuals de la superfície física de la torre, originant clapes en les quals queda al descobert la composició interna de la construcció. En ella s'hi veuen restes enquistades del tram de muralla que l'unia amb el casal i orientat vers ponent. La torre-campanar està unida amb l'església per un llenç de muralla de 8 metres de llargada.
En la façana oest manca el pany o mur perimetral de tancament que convertia el castell en un clos emmurellat completament tancat i fortificat. Igual que la seva homònima - façana est- aquesta també ha estat reciclada o reconvertida en accés directe a l'antic pati d'armes del castell. Un accés que es practica per mitjà d'una gran escalinata. D'aquesta manera els dos accessos estan ubicats en el mateix eix de simetria, permetent una circulació interna per l'antic pati d'armes del castell. Un recorregut que es complementa amb la circumval·lació per tot el perímetre del castell a través d'un petit camí de ronda. Aquesta façana oest uneix el casal amb el campanar. També s'hi conserva tota la base atalussada excepte el tram que permet el pas de l'escala que comunica la plaça amb la plataforma de l'església. En total té una llargada de 24'69 metres. Davant la façana oest, situada al peu dels murs del castell, trobem la plaça empedrada coneguda popularment com la Plaça de Brunyola.
El material emprat en la construcció en tot el conjunt de la fortalesa és a base de pedres d'enquist i sense treballar, extretes, en el seu temps, de pedreres de la rodalia. També hi ha rierencs i, en menor quantitat, algunes pedres volcàniques, provinents del volcà de la Crosa de Sant Dalmai. Totes aquestes pedres són de colors foscos i per això el castell ofereix un aspecte marronós. Pel que fa a la seva distribució, prima per sobre de tot l'arbitrarietat. Tanmateix en la façana nord és on més s'aprecia un ordre racional i aleatori en la distribució de l'aparell, ja que aquest, ara bé en zones puntuals, apareix disposat en format de filades. Aquesta modalitat constructiva s'anomena "opus spicatum". Les pedres es presenten poc treballades i hi ha alguna filada de còdols més petits. Tot plegat està disposat en forma d'espina de peix o d'espiga de blat.
Per la seva banda els dos portals del castell, les portes interiors, els pilars, les dues arcades del pati interior, les finestres, les cartel·les que aguantaven els cairats, així com els batiports i les espitlleres estan fets de pedra monolítica o pedra calcària de Girona. Aquest tipus de material de construcció ofereix un color gris clar i contrasta vivament amb el de la resta de l'edifici.
A l'interior de l'antic pati d'armes del castell trobem dos elements interessants: per una banda tenim l'església parroquial de Sant Fruitós (Vegeu fitxa de l'església de Sant Fruitós). Mentre que per l'altra trobem el gran casal estructurat en dues construccions diferents, les quals estan adossades a la muralla en el sector orientat a tramuntana, la qual els serveix de façana principal
En primer lloc tenim la construcció de planta quadrangular que consta de planta semisoterrada, primera planta, pis superior i golfes i que està coberta amb una teulada a quatre aigües.
L'accés al gran casal es practica mitjançant una gran obertura improvisada excavada directament sobre la roca. Una porta que originàriament no hi era i que se situa a uns dos metres del sòl; per això cal pujar-hi per mitjà d'uns esglaons.
En la planta semisoterrada trobem l'accés a les instal·lacions de l'Ajuntament i una gran cambra que es vol condicionar, entre mitjà i curt termini, com a sala d'exposicions d'eines del camp, com així ho demostra el gran nombre d'eines que en ella s'hi apleguen.
En la primera planta trobem les oficines de l'Ajuntament i una gran cambra destinada a Sala de Plens.
El pis superior, de dimensions petites, està ubicat entre el teulat i les oficines de l'Ajuntament i es destina a arxiu municipal.
Resta finalment les golfes. Aquesta estança, de grans dimensions, ocupa tot l'espai, sota teulat. Al mig del sòl s'alcen dos pilars que sostenen les bigues principals del teulat de quatre vessants. Resta totalment per definir, tant els seus espais interiors com la finalitat a què es destinarà.
En els exteriors predominen les obertures quadrangulars amb llinda monolítica i muntants de pedra, combinades amb obertures rectangulars totalment irrellevants, ja que no acumulen cap mena de treball a destacar, ja que la seva factura és relativament moderna.
L'altra edifici és més baix i més estret, si bé és més llarg. És de planta rectangular i consta també d'una planta semisoterrada i de dues més. En la restauració es va enderrocar part de l'afegit a la tercera planta i es va substituir el teulat de dues vessants per un d'una sola aigua.
El que roman del castell sembla ésser de la baixa edat mitjana (s. XV). Gran construcció de planta quadrangular amb torres als angles, rodones i atalussades, una de les quals va ser aprofitada com a campanar de l'església. Tota la muralla s'assenta sobre una base atalussada. S'estima que el perímetre exterior de la fortalesa havia estat d'uns 168 metres.
De les quatre façanes, la que es conserva en més bon estat i que a més a més permet observar millor la imatge original i primigènia del castell és la façana nord. La llargada d'aquest mur mur és de 23 metres, l'alçada fins a la base dels merlets té 12 metres i el talús en té 3,12. El seu gruix és de 45 cm. Situat a prop de la torre de l'angle nord-est, hi ha un portal d'arc de mig punt equipat amb unes robustes i poderoses dovelles, de pedra calcària molt ben escairades i treballades. Sobre el portal trobem tres finestres rectangulars amb llinda monolítica i muntants laterals de pedra. En el pis superior trobem dues obertures, a destacar especialment la finestra gòtica d'arc conopial amb arquets trevolats.
En aquesta façana s'ha conservat el llenç de mur que probablement pertany a una època molt més reculada, segurament de l'any 1000. A partir dels 2,75 m des del sòl veiem un segment d'1,25 m construït en «opus spicatum». Les pedres, no gaire grosses (10 cm x 15 cm) són unides amb morter de calç i poc o gens treballades. Per damunt d'aquest 1,25 m, es veuen els caires o angles de la paret. Segurament, aquest pany de paret, aprofitat en la baixa edat mitjana, pertanyia a una construcció, un castell, del segle x.